# نعمون (المهرة)

تعديل مصدري - تعديل

نعمون هي إحدى قرى مديرية حات التابعة لمحافظة المهرة، بلغ تعداد سكانها 25 نسمة حسب تعداد اليمن لعام 2004.